# Bring Me Home
Bring Me Home (en hangul: 나를 찾아줘; RR: Nareul Chajajwo) es una película surcoreana escrita y dirigida por Kim Seung-woo, y protagonizada por Lee Young-ae y Yoo Jae-myung.

## Sinopsis
Jung-yeon (Lee Young-ae) ha estado buscando sin descanso a su hijo desde que desapareció hace seis años. Un día recibe un aviso anónimo sobre su paradero, que la lleva a un remoto poblado de pescadores donde encuentra a dos niños que malviven en condiciones de semiesclavitud.

## Reparto

### Principal
- Lee Young-ae como Jung-yeon, una enfermera que busca a su hijo desaparecido desde hace seis años.[5]
- Yoo Jae-myung como el sargento de policía Hong, un hombre corrupto que domina la vida del poblado.
- Park Hae-joon como Myung-gook, marido de Jung-yeon, ha dejado su trabajo para buscar a su hijo por todo el país.[6]
- Lee Won-keun como Seung-hyun, joven que ayuda a Jung-yeon en la búsqueda de su hijo.

### Secundario
- Kim Gook-hee como la madre de Jin-wook.
- Kim Yi-kyung como una enfermera.
- Lee Hang-na como Ahn Kyung-ja.
- Heo Dong-won como Myeong-deuk.
- Baek Joo-hee como In-sook.
- Jin Yoo-young como Kang No-min.
- Kim Jong-soo como el jefe Choi.[7]
- Lee Hang-na como Ahn Gyeong-ja.
- Jong Ho como Fletán.
- Seo Hyun-woo como el policía Kim.
- Lee Si-woo como Min-su.
- Kim Tae-yool como Ji-ho.
- Jung Joon-won como Joon-beom (aparición especial).[8]

## Tema
Bring Me Home toca un tema que ha estado presente en varias películas producidas en los últimos años, el de la desaparición de niños en Corea del Sur, y la lucha de los padres por encontrarlos en medio de la indiferencia general y las bromas de algunos. Según William Schwartz (HanCinema) la película «funciona como una condena de la sociedad, que con demasiada frecuencia espera que las personas confíen en las buenas intenciones de los demás sin un seguimiento real».

## Producción
Bring Me Home es el debut como director de Kim Seung-woo, y representa la vuelta al cine de Lee Young-ae después de su último trabajo en 2005, Sympathy for Lady Vengeance.
El guion de la película se había completado hacia 2008. Su punto de partida fue la experiencia del propio director, cuando un día vio por la calle una pancarta con la que se pedía ayuda para encontrar a un niño, y empezó a imaginar la historia que puede estar detrás de ella. Ese mismo año de 2008 el guion ganó el premio del Korean Film Council, pero se necesitó mucho tiempo para convertirlo en un filme, con varios intentos fallidos.
Se rodó en Ongjiun-gun (Incheon), en una pesquería real, escenario que casi no requirió modificaciones.

## Estreno
La película se presentó a la prensa en Corea del Sur el 4 de noviembre de 2019 en CVG Apgujeong, con la presencia del director y los protagonistas.
Se exhibió en la sección Discovery del 44.º Festival Internacional de Cine de Toronto en septiembre de 2019, y se estrenó en sala en su país el 27 de noviembre del mismo año.

## Recepción
Deborah Young (The Hollywood Reporter) presenta la película como no apta para pusilánimes, pues abunda en horror psicológico, aunque casi toda la violencia física se concentra en el final; y destaca la gran interpretación de Lee Young-ae en su vuelta al cine tras 14 años, así como la fuerza de la fotografía de Lee Mo-gae.
También William Schwartz (HanCinema) resalta la «fantástica actuación de Lee Young-ae» y cómo el director y guionista logra crear una poderosa tensión con la trama.
Kim So-yeon (Hankyung) reproduce las palabras de la actriz protagonista: «La descripción en la película es dolorosa, pero la realidad es más dolorosa», para señalar que la historia narrada, con su muestrario completo de sistemas de abuso infantil, «se muestra de una manera aterradoramente insensible».

## Premios y candidaturas
| Año  | Premio                        | Categoría    | Candidato    | Resultado | Ref.   |
| ---- | ----------------------------- | ------------ | ------------ | --------- | ------ |
| 2020 | 29.os Premios Buil Film       | Mejor actriz | Lee Young-ae | Nominada  | [ 13 ] |
| 2020 | 25.os Premios Chunsa Film Art | Mejor actriz | Lee Young-ae | Ganadora  | [ 14 ] |